# Copa Colsanitas 2003
Copa Colsanitas 2003 — жіночий тенісний турнір, що проходив на відкритих кортах з ґрунтовим покриттям Club Campestre El Rancho у Боготі (Колумбія). Належав до турнірів 3-ї категорії в рамках Туру WTA 2003. Відбувся вшосте і тривав з 17 до 23 лютого 2003 року. Четверта сіяна Фабіола Сулуага здобула титул в одиночному розряді й отримала 27 тис. доларів США.

## Фінальна частина

### Одиночний розряд
Фабіола Сулуага —  Анабель Медіна Гаррігес 6–3, 6–2
- Для Сулуаги це був 1-й титул в одиночному розряді за сезон і 5-й — за кар'єру.

### Парний розряд
Катарина Среботнік /  Оса Свенссон —  Тіна Кріжан /  Тетяна Перебийніс 6–2, 6–1